# 501c
501c est le paragraphe c de l'article 501 du code fédéral des impôts américain IRC (Internal Revenue Code, en français « Code de revenu intérieur »), instauré en 1917. Il fait la liste des vingt-huit types d'associations ou d'organismes à but non lucratif qui sont exemptés de certains impôts fédéraux sur le revenu aux États-Unis. Grâce à de telles associations ou fondations, les donateurs déduisent leurs dons de leurs impôts sur le revenu. Les articles 503 à 505 fixent les conditions requises pour accéder à de telles exemptions. Beaucoup d’États fédérés se réfèrent au paragraphe 501c afin que des associations à l'intérieur de l'État fédéré soient également exemptées aussi de taxation au niveau de l'État fédéré. Les structures équivalentes en France sont les associations régies par la loi du 1er juillet 1901 et par le décret du 16 août 1901.

## Plus d'un million et demi d'associations
Le Congrès des États-Unis a adopté le 11 novembre 2003 le dernier amendement à cet article, dont la teneur a été appliquée à compter de l'année fiscale 2004.    
En 2006, il existait plus d' 1,6 million d'associations à but non lucratif aux États-Unis et le secteur non marchand représentait 8,5 % du produit intérieur brut. Elles employaient 9,3 % de la population active, ce qui constituait le record du monde. Ce nombre est  à peu près équivalent en 2022.  
Les citoyens fiscaux des États-Unis, au sens où la législation fédérale le prévoit, donnaient chaque année environ 250 milliards de dollars aux associations à but non lucratif et ces dons sont exonérés d'impôts. Le don maximal pour de telles associations ou fondations peut atteindre un tiers des revenus annuels pour les personnes physiques payant des impôts.  
Plus du tiers des dons est affecté aux différentes Églises, 13 % vont à des structures de l'enseignement, 8,6 % sont consacrés à la santé et 5,4 % à la culture (soit 13 milliards de dollars). Les cinémas d'art et d'essai, les fondations, les ballets, les maisons d'éditions des universités et des collèges universitaires sont quelques exemples d'associations à but non lucratif dans le domaine de la culture.
Les associations à but non lucratif sont dirigées bénévolement par un conseil d'administration (Board of Trustees). Ses membres sont souvent des donateurs. Ils possèdent de larges pouvoirs et définissent les missions de l'association. Ils sont chargés de définir les actions afin de lever des fonds et, pour cela, les associations ou fondations mènent de nombreuses actions de publicité — sous toutes ses formes, afin de récolter le maximum d'argent. Cette action de fund raising (levée de fonds) a un coût d'environ 7 % à 15 % du total des fonds récoltés. 
L'endowment (« dotation » en français) fait partie des sources de financement des associations : il s'agit d'une somme placée en bourse et dont seuls les intérêts sont dépensés chaque année (working capital).

## Typologie juridique des associations 501c
Ce paragraphe contient vingt-huit alinéas correspondant chacun à un type d'association à but non lucratif tel qu'ils sont définis par la loi fédérale américaine :
- 501c1 : sociétés constituées selon les lois du Congrès telles que le Federal Credit Union Act (en).
- 501c2 :
- 501c3 : fondations ou organisations de charité, de bienfaisance, religieuses, scientifiques, littéraires ou éducatives ainsi que certaines associations de sport amateur. Les universités américaines sont régies par cet alinéa, ainsi que certaines fondations privées (en) (définies pour la première fois par le Tax Reform Act of 1969 (en)). Le droit américain distingue les organisations non-lucratives des organisations caritatives (charitable organizations). Si les deux types d’associations sont exempts d'imposition fiscale, seules les organisations caritatives peuvent recevoir des dons défiscalisés. Parmi ces dernières, la loi distingue les public charities (par ex. les fondations communales (en)), telles que la Cleveland Foundation (en), des fondations privées (telles la Fondation Rockefeller ou la Wikimedia Foundation).
- 501c4 : associations civiques promouvant le bien-être social ou associations locales de salariés, dont le nombre de membres est limité.
- 501c5 : syndicats, organisations agricoles ou horticoles.
- 501c6 : associations de commerce, d'affaires, chambres de commerce.
- 501c7 : clubs de loisir.
- 501c8 : fraternités, sociétés, ordres ou associations fraternels qui assurent une aide financière en cas d'accident, de maladie à ses membres.
- 501c9 : Voluntary employees' beneficiary associations (en), structures de gestion de la protection sociale des salariés.
- 501c10 : associations fraternelles organisées en loges, à but exclusivement religieux, charitable, scientifique, littéraire, éducatif ou fraternel.
- 501c11 : fonds communs gérant les retraites des enseignants.
- 501c12 : associations locales gérant les assurances-vie, compagnies communes d'assainissement, sociétés coopératives de téléphonie.
- 501c13 : services de fossoyage ou de crémation à but non lucratif ou destinés uniquement à ses membres.
- 501c14 : coopératives de crédit.
- 501c15 : sociétés mutuelles.
- 501c16 : associations destinées au financement des opérations agricoles.
- 501c17 : associations de salariés.
- 501c18 : caisses de retraites pour les salariés, créées avant le 25 juin 1959.
- 501c19 : associations de vétérans militaires.
- 501c20 : organisations gérant les services plan.
- 501c21 : organismes de charité luttant contre la pneumoconiose.
- 501c22 :
- 501c23 : associations de vétérans militaires créées avant 1880.
- 501c24 :
- 501c25 :
- 501c26 : organismes subventionnés par l'État couvrant les risques élevés pour la santé.
- 501c27 : organismes subventionnés par l'État de réassurance d'assurances accident.
- 501c28 : organismes de retraites des chemins de fer nationaux.